# Карім Марок
Карім Марок (араб. كريم ماروك, фр. Karim Maroc, нар. 5 березня 1958, Тонне-Шарант) — алжирський футболіст, що грав на позиції півзахисника.
Виступав, зокрема, за клуб «Ліон», а також національну збірну Алжиру.

## Клубна кар'єра
У дорослому футболі дебютував 1976 року виступами за «Ліон», в якій провів з перервами на сезон 1979/80, коли грав за «Анже», чотири роки, взявши участь у 65 матчах чемпіонату.
Після цього виступав в інших клубах французького Дивізіону 1, «Турі» та «Бресті», а також в клубі Дивізіону 2 «Монпельє».
У сезоні 1986/87 грав у іспанській Сегунді за «Логроньєс».
Завершив професійну ігрову кар'єру у алжирському клубі «Оран», за команду якого виступав протягом 1987—1989 років і у 1988 році виграв з командою чемпіонат Алжиру.

## Виступи за збірну
1982 року дебютував в офіційних матчах у складі національної збірної Алжиру.
У складі збірної був учасником чемпіонату світу 1982 року в Іспанії та чемпіонату світу 1986 року у Мексиці. Також у її складі був фіналістом півфіналістом Кубка африканських націй 1982 року і учасником Кубка африканських націй 1986 року.
Протягом кар'єри у національній команді, яка тривала 5 років, провів у формі головної команди країни 22 матчі, забивши 3 голи.

## Досягнення
- Чемпіон Алжиру: 1987/88